# Rok
Rok u pravu označava vrijeme dogovoreno, ugovoreno, zakonski ili odlukom nekog tijela ili osobe određeno za izvršenje neke radnje ili ponašanja (npr. ispunjenja obveze), odnosno za njihovo nepoduzimanje. Vrijeme u pravu je bitan faktor koji se odnosi na stjecanje ili gubitak prava.
U građanskom pravu, rok je uzgredna odredba dodana pravnom poslu kojom se učinak pravnog posla ograničuje vremenom, što znači da učinak pravnog posla nastaje tek od određenog vremena, ili pak traje do određenog vremena.
U postupovnom pravu općenito, rok je određeno vrijeme u kome se neka procesna radnja može poduzeti, odnosno prije čijeg se isteka ne može poduzeti.

## Računanje rokova u pravu
Rokovi se u pravu računaju po jedinicama određenih punim danima, od pola noći do pola noći (computatio civilis), a ne od trenutka do trenutka, na sate i minute (computatio naturalis). Oni se računaju na dane, mjesece i godine. Ako je rok određen na dane, u rok se ne računa dan kada je dostava ili priopćenje izvršeno, odnosno dan u koji pada događaj od koga treba računati trajanje roka, već se za početak roka uzima prvi idući dan.
Rokovi određeni u tjedne, mjesece, ili godine, završavaju se protekom onog dana posljednjeg tjedna, mjeseca, odnosno godine, koji po svom imenu ili broju odgovara danu kada je rok otpočeo teći. Ako nema tog dana u posljednjem mjesecu, rok se završava posljednjeg dana toga mjeseca. Ako posljednji dan roka pada na državni blagdan u koji se ne radi, ili u nedjelju ili u neki drugi dan kad sud ne radi rok istječe tek protekom prvog idućeg radnog dana. Smatra se u pravilu da je radnja obavljena u roku ako je, prije nego što taj rok istekne, podnesak kojim se radnja poduzima predan nadležnom tijelu.